# نادي العربي السعودي لكرة السلة
العربي (بالإنجليزية: Al-Arabi)‏ هو فريق كرة سلة سعودي يقع في عنيزة، منطقة القصيم، السعودية. يلعب في الدوري السعودي الممتاز لكرة السلة.